# 西大門刑務所

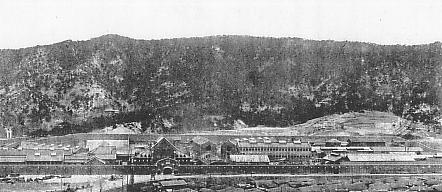
西大門刑務所全景

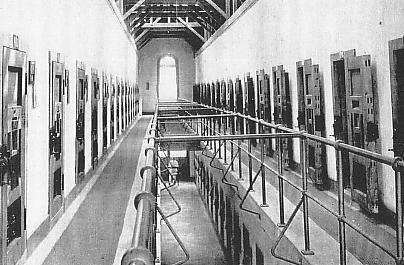
西大門刑務所内部

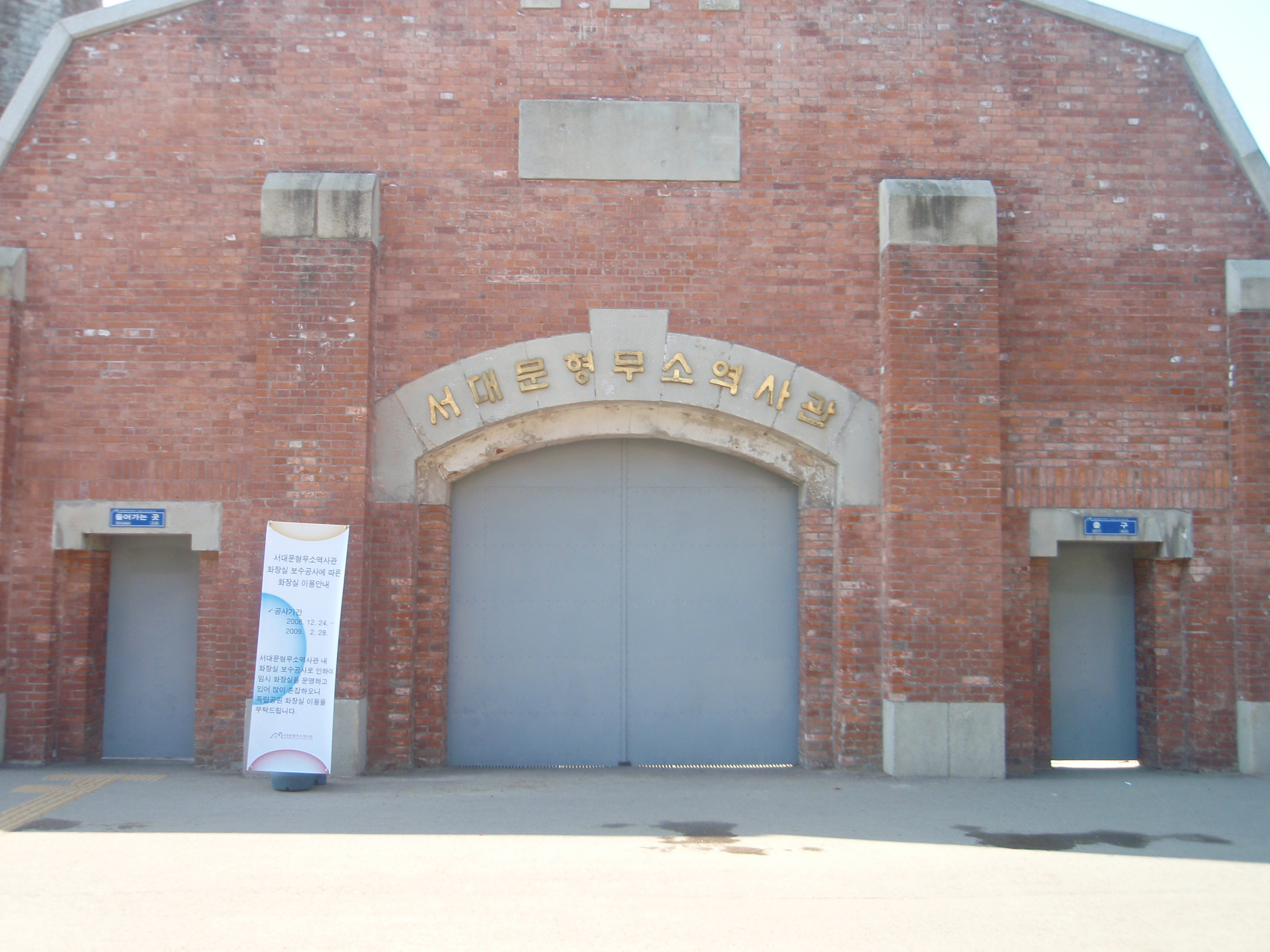
西大門刑務所（現歴史館）

西大門刑務所（さいだいもんけいむしょ、ソデムンけいむしょ、韓国語:서대문 형무소）は、朝鮮（韓国）の京城（ソウル）にあった刑務所。
現在は跡地に設立された西大門刑務所歴史館で当時の様子を垣間見ることができる。

## 沿革
1908年10月21日に、「京城監獄」の名称で、当時の朝鮮半島では初めての近代的刑務所として設立され、1912年9月3日に「西大門監獄」、1923年5月5日に「西大門刑務所」に名称が変更された。
独立後は韓国政府に移管され、それに伴い名称が1945年11月21日に「ソウル刑務所」となり、1961年12月23日に「ソウル矯導所」、1967年7月7日には「ソウル拘置所」に変更された。1987年11月15日にソウル拘置所が新たに始興郡儀旺邑（現在の義王市）に移転されるまで、韓国人刑務所や死刑場として利用されていた。韓国政府は、1988年2月20日に同刑務所の死刑場を史蹟第324号に指定し、1992年8月15日 には、刑務所一帯に独立公園を開園した。1995年には、金泳三政権の大韓民国独立50周年記念事業として「西大門刑務所歴史館」の建設工事が開始され、1998年11月5日にオープンし、一般公開されるようになった。
2006年9月5日、日本共産党委員長として初めて訪韓した志位和夫が日本の政党党首として初めて視察した。
2012年1月7日、西大門刑務所で曽祖父が拷問を受けたと称する韓国系中国人が、同所で展示されている拷問道具を見て憤りを感じたとして、翌日、駐ソウル日本大使館に火炎瓶数本を投擲して逮捕された。